# کورن‌ولز هایتس (پنسیلوانیا)
کورن‌ولز هایتس (به انگلیسی: Cornwells Heights) یک منطقهٔ مسکونی در ایالات متحده آمریکا است که در شهرستان باکس، پنسیلوانیا واقع شده‌است. کورن‌ولز هایتس ۱٬۳۹۱ نفر جمعیت دارد و ۲۱٫۰۳ متر بالاتر از سطح دریا واقع شده‌است.